# Manh họng đỏ

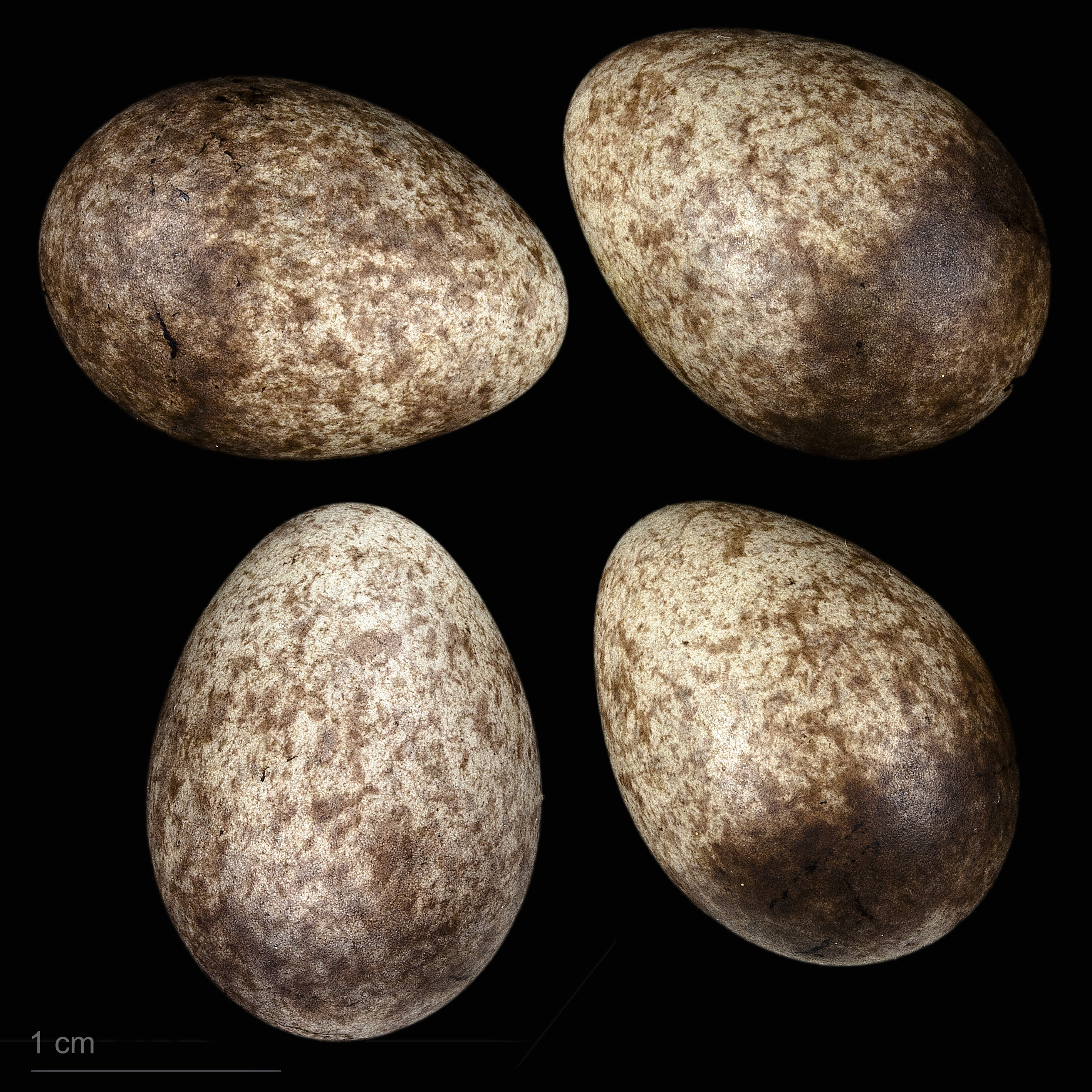
Anthus cervinus

Manh họng đỏ (tên khoa học: Anthus cervinus) là một loài chim trong họ Motacillidae.